# Personaggi di Percy Jackson

Percy Jackson in Percy Jackson e gli dei dell'Olimpo - Il mare dei mostri

Di seguito sono elencati i personaggi presenti nelle saghe di Percy Jackson e gli dei dell'Olimpo, di Eroi dell'Olimpo e Le sfide di Apollo, ideate e scritte da Rick Riordan e strettamente interconnesse fra di loro.

## Semidei

### Percy Jackson
Perseus "Percy" Jackson è il protagonista della prima serie, Percy Jackson e gli dei dell'Olimpo. Il suo vero nome, Perseus, gli è stato dato dalla madre. È il figlio di Poseidone, dio greco del mare, e dell'umana Sally. Jackson: a causa dell'ascendenza divina è in grado di respirare sott'acqua, controllare e manipolare i liquidi, curarsi le ferite immergendosi sott'acqua, comunicare con le creature marine e creare tornado attorno a sé. È il migliore amico del satiro Grover nonché, dal termine della prima saga, il ragazzo di Annabeth Chase.
A causa della sua iperattività, è molto spesso impulsivo, ribelle e testardo, ma molto leale e pronto a buttarsi in prima linea per i suoi amici. Viene descritto come un ragazzo alto e abbastanza muscoloso, dai capelli neri e gli occhi di una particolare tonalità di verde, come il mare. Nella prima serie, dopo aver scoperto la sua ascendenza divina, giunge al Campo Mezzosangue, dove incontra Annabeth e scopre la vera identità di Grover, conoscendo anche Dioniso e Chirone, responsabili del campo, e Luke Castellan, capo della casa di Ermes. 
Nel corso della serie aiuta gli dei e i mezzosangue greci a contrastare il ritorno di Crono e dei Titani, aiutati da Luke, in cerca di vendetta contro il padre. Percy affronterà il Titano del tempo, che tenterà di distruggere l'Olimpo dopo aver preso possesso del corpo di Luke. Grazie a Percy, Luke si ribella e si sacrifica per fermare ed eliminare Crono. Nella seconda serie, Eroi dell'Olimpo, Percy entra in contatto con i semidei romani a causa dei sotterfugi di Era, che gli cancella la memoria. Egli si imbarca con i semidei romani Frank e Hazel per liberare Thanatos in una missione verso l'Alaska, insieme al dio Terminus sconfigge il gigante Polibote all'arrivo al Campo Giove e viene nominato pretore del campo Giove. Si unisce poi all'equipaggio della nave volante Argo II assieme ad Annabeth, Jason Grace, Piper McLean, Leo Valdez, Hazel Levesque e Frank Zhang, con i quali tenta di fermare il risveglio di Gea e dei suoi figli, i Giganti, evitando anche lo scoppio di una guerra tra semidei greci e romani. 
Durante la missione cadrà con Annabeth nel Tartaro, dove patisce sofferenze atroci e supera sfide eroiche. Durante la battaglia ad Atene contro i Giganti, perde sangue dal naso, che assieme a quello di Annabeth contribuisce a risvegliare Gea. Nella terza serie, Le sfide di Apollo, dopo aver scoperto che il dio è stato trasformato in umano da Zeus, lo aiuta a raggiungere il Campo Mezzosangue. Ha una penna magica di nome Anaklusmos, che in greco antico significa Vortice, che si trasforma in una spada di bronzo celeste quando le si toglie il tappo. È anche protagonista del racconto "Il figlio di Sobek", insieme a Carter Kane, protagonista di un altro ciclo di romanzi di Rick Riordan, The Kane Chronicles.

### Annabeth Chase
Annabeth Chase è la figlia di Atena e del professore di storia Frederick Chase. Ha una vasta famiglia paterna che nel corso della storia ha sempre attirato potenze divine. Lei e Percy iniziano una relazione romantica alla fine della saga Percy Jackson e gli dei dell'Olimpo. Soffre di aracnofobia, una paura condivisa dai suoi fratelli divini a causa del rapporto della loro madre con Aracne, che Atena trasformò in un ragno. È dislessica, ha l'ADHD e il suo difetto fatale è l'orgoglio.
Annabeth scappò da suo padre e dalla moglie all'età di sette anni, incontrando per strada Luke Castellan e Talia Grace, anche loro semidei. Vissero come fuggiaschi finché non furono trovati da Grover Underwood e portati al Campo Mezzosangue. Annabeth legò molto con Luke, per il quale credeva di avere una cotta.
In Eroi dell'Olimpo Annabeth viene incaricata da Atena di seguire il suo marchio per recuperare da Roma la statua perduta dell'Athena Parthenos, riuscendo nell’impresa ma precipitando nel Tartaro con Percy. Durante la battaglia contro i Giganti ad Atene, la gigantessa Periboia la ferisce alla coscia, perdendo del sangue, che assieme a quello di Percy contribuisce a svegliare Gea. Alla fine della serie, lei e Percy progettano di finire il liceo a New York e poi frequentare il college a Nuova Roma.
La sua arma principale è un pugnale di bronzo celeste donatole da Luke e, dopo averlo perso nella caduta nel Tartaro, usa una spada di osso di drago ricevuto dal gigante Damaseno.
Annabeth possiede anche un berretto degli Yankees dell'invisibilità, un regalo di sua madre che smette di funzionare durante la crisi d’identità degli dei. Alla fine de La battaglia del Labirinto, Dedalo dà ad Annabeth il suo laptop incredibilmente avanzato che lei perde nel Tartaro. Nell’ultimo libro della saga di Magnus Chase, Annabeth indossa una t-shirt dell'UC Berkeley College of Environmental Design, il che implica che ha iniziato a studiare lì.

### Jason Grace
È nato da una relazione tra una mortale, Beryl Grace, e il dio Zeus sotto le sembianze romane di Giove ed è il fratello minore di Talia Grace. Compare per la prima volta nel primo libro della seconda serie, in cui viene spedito da Era al Campo Mezzosangue dopo avergli cancellato la memoria. Jason è un ragazzo gentile e combattivo, ma molto insicuro rispetto alla sorella Talia, insicurezza che nasconde sempre perché, essendo figlio di Giove e pretore della Dodicesima Legione, non deve mostrarne alcuna. È uno dei sette semidei della profezia ed è molto potente. Come la sorella, può controllare i fulmini e le tempeste, ma a differenza di Talia ha un controllo dell'aria molto più sviluppato, che gli consente di volare. Nei combattimenti come arma usa una moneta d'oro che, se quando viene lanciata in aria esce testa, si trasforma in una spada; viceversa, se esce croce diventa una lancia; quest'arma si romperà nel primo libro della seconda saga. Successivamente userà un gladius regalatogli da Era. Viene descritto come un ragazzo atletico con i capelli biondi e gli occhi azzurro ghiaccio. Nonostante sia grande amico di Percy, spesso i due hanno attriti, in quanto entrambi molto potenti e abituati ad essere al comando.
Viene ucciso da Caligola nel terzo libro de “Le Sfide di Apollo” durante un combattimento che aveva iniziato per dare la possibilità ai suoi compagni di scappare.

### Piper McLean
È uno dei personaggi principali della seconda serie ed è la capogruppo della casa di Afrodite successiva a Drew. Ha il dono della lingua ammaliatrice e in quanto figlia dell'ultima figlia di Urano, Afrodite, è capace di magie del tutto incomprensibili, irrazionali e impossibili per chiunque altro. Possiede un coltello chiamato "Katoptris" (che in greco significa specchio), in passato appartenuto a Elena di Troia, capace di mostrare visioni del futuro. È fidanzata con Jason ed è la migliore amica di Leo. È la figlia del mortale Tristan McLean, attore di Hollywood e quindi padre assente. Piper ha occhi caleidoscopici che cambiano colore in base alla luce, variando dal blu, al verde, al marrone scuro, al marrone chiaro e ha capelli castani. Nonostante sia dotata di una naturale bellezza fisica, fa di tutto per nasconderlo trascurando il proprio aspetto. Essendo cherokee viene spesso bullizzata dalle compagne di classe. Nella terza serie suo padre perde tutto a causa della Società del Triumvirato, pertanto deve trasferirsi in Oklahoma; inoltre rompe con Jason. Accompagna Apollo e Meg nel combattimento con Caligola, nel quale Jason resta ucciso. In seguito uccide la strega Medea, trafiggendola con il proprio pugnale.
Alla fine dell’ultimo libro inizia una relazione con una ragazza di nome Shel, dopo essersi trasferita col padre in Oklahoma.

### Leo Valdez
Figlio di Efesto, compare nel primo libro della seconda saga, alla fine del quale diventa il capo della sua casa. Ha il dono del fuoco, che può creare, muovere e modificare a suo piacimento. Progetta e diventa il comandante della Argo II. Ha gli occhi color nocciola e i capelli ricci castani, la carnagione scura ed è "smilzo", secondo le ninfe, e considerato un ragazzo dai tratti elfici dal resto dell'equipaggio. Ha origini latino-americane, precisamente messicane. Nel primo libro della seconda serie stabilirà una grande amicizia con il drago meccanico Festus, che diverrà polena della nave Argo II in seguito alla sua distruzione. Buona parte del suo linguaggio è composto da sarcasmo e battute, usate principalmente per nascondere le sue vulnerabilità; è il migliore amico di Jason Grace e di Piper McLean. Nel quarto libro della seconda serie verrà catapultato sull'isola di Ogigia, dove incontra Calipso, innamorandosi di lei e promettendole che sarebbe tornato a salvarla. Durante la battaglia finale contro Gea, dopo la sconfitta dei Giganti, assiste alla resurrezione della Madre Terra, affrontandola con l'aiuto di Festus; alla fine, con l'aiuto di Piper e Jason, riuscirà a distruggere Gea, sacrificandosi per proteggere i suoi amici. Tuttavia, con l'aiuto di Hazel e Frank, riesce ad usare un antidoto alla morte, la cura del medico, precedentemente reperito dal dio Esculapio, riuscendo così a tornare in vita. Ne "Le sfide di Apollo" andrà a stabilirsi nella Waystation con Calipso, la sua fidanzata; successivamente verrà inteso che i due si siano presi una pausa. 

### Hazel Levesque
Sorella di Nico Di Angelo da parte romana, essendo figlia di Plutone. Sua madre Marie era dotata del dono della magia (pur non essendo a conoscenza dei suoi stessi poteri) e le inflisse una maledizione quando nacque, chiedendo a Plutone tutte le ricchezze della terra. Durante la crescita, Hazel fu bullizzata e maltrattata dai suoi compagni e spesso dalla madre, che accusava lei e Plutone di tutti i suoi problemi. Quando Marie venne posseduta da Gea, che obbligò Hazel a sfruttare il suo potere per risvegliare lei stessa e il gigante Alcione, la ragazza si sacrificò con la madre nel 1942, causando il crollo di una grotta e rinviando il risveglio di Alcione e Gea. Anni dopo Nico la riporta in vita e l'accompagna al Campo Giove. Il potere di Hazel le permette di controllare e attrarre a sé le ricchezze della terra. Riportandola in vita Nico le dà la possibilità di riscattarsi per le azioni della sua vita passata. Nonostante le angherie subite, mantiene un carattere buono, dolce e altruista. È una dei sette semidei della profezia, ed è molto potente. Ha la pelle color cioccolato, i capelli castani e ricci e gli occhi ambrati. Nel quarto libro della seconda serie impara a manipolare la Foschia, in parte grazie al talento innato ereditato dalla madre.
Nell’ultimo libro diventa pretore del Campo Giove insieme a Frank, dopo l’entrata di Reyna nelle Cacciatrici di Artemide.

### Frank Zhang
Appare nella seconda serie e fa parte del Campo Giove. È un ragazzo cino-canadese, figlio di Marte ma discendente da parte di madre di un argonauta, Periclimeno, nipote di Poseidone con il potere di trasformarsi in qualsiasi animale voglia, potere che Frank ha ereditato. Di corporatura grassoccia e dall'aspetto infantile, è uno dei sette semidei della profezia ed essendo discendente sia di Poseidone che di Marte è molto potente, tanto che su di lui grava una maledizione: la sua vita sarebbe finita quando un certo pezzo di legno si sarebbe bruciato completamente, legno che Frank porta sempre con sé, finché non lo affida ad Hazel, di cui è innamorato; lo fa parzialmente bruciare di sua volontà per sciogliere le catene che intrappolavano Thanatos, e lo fa bruciare completamente nel quarto libro della terza serie per eliminare Caligola. Nonostante ciò resta in vita poiché, con questo gesto, ha impugnato il suo destino anziché tentare di sfuggirgli. È un abile stratega e un ottimo arciere. Ha i capelli cortissimi e neri e gli occhi castani, a mandorla.

### Semidei delCampo mezzosangue

#### Talia Grace
Nasce il 22 dicembre 1987 da una relazione tra Zeus e Beryl Grace, una star televisiva con cui il dio si incontrò negli anni Ottanta ed è la sorella maggiore di Jason, più piccolo di lei di sette anni. Essendo figlia di uno dei Tre Pezzi Grossi, viene braccata dai mostri fin dall'infanzia. A causa della natura abusiva, sbandata e fragile della madre, Talia avrebbe voluto scappare di casa fin da piccola, ma restò per proteggere Jason, fino a quando il fratellino scomparve quando lei aveva 10 anni. In seguito incontrò i semidei Luke e Annabeth, con i quali strinse amicizia e iniziò a viaggiare per il Paese, fino a quando vennero trovati da Grover, satiro custode che aveva il compito di portarli al Campo Mezzosangue. Talia possiede un'Egida, una copia dello scudo di Zeus con la faccia di Medusa impressa sopra, regalatole da Atena. Durante il viaggio incontra le Cacciatrici di Artemide e Zoe Nightshade, che la invitano a unirsi a loro. Lei però rifiutò per non lasciare Luke e tra le due nacque un sentimento di asti, per la loro differente visione dell'uomo e dell'amore. I quattro arrivarono troppo tardi al Campo Mezzosangue a causa di un Ciclope e Talia si sacrificò, a soli dodici anni, per salvare gli altri. Zeus la trasformò in un pino, che diventò il confine del Campo e la sua protezione dai mostri. Il pino però viene avvelenato da Luke nel secondo libro, Il Mare di mostri, e per salvarlo Percy, Annabeth e Clarisse partono alla ricerca del Vello d'oro; trovatolo lo pongono sul pino e grazie ad esso Talia resuscita. Talia diventerà amica di Percy, dopo un rapporto iniziale complicato, pur continuando a litigare e discutere. Compare anche nei libri L'eroe perduto, La profezia oscura e La tomba del tiranno.

#### Clarisse La Rue
Figlia di Ares, è una ragazza arrogante robusta, tosta, forte, coraggiosa e bellicosa. Detesta Percy visto che inizialmente lui riesce a sconfiggerla e a tenerle testa. Ciò nonostante riesce ad atterrare più volte Percy. Partecipa all'impresa del Vello d'oro del secondo libro, incaricata da Tantalo e aiutata dal padre Ares. In seguito stringe una certa amicizia con Annabeth, che porta le due a lavorare sul progetto del Labirinto. Clarisse svela anche un lato più dolce e premuroso di sé con Chris Rodriguez, il ragazzo pazzo tirato fuori dal Labirinto che lei stessa aveva salvato. Quando la battaglia del Labirinto termina, Dioniso decide di renderla felice e ridona a Chris la sanità mentale e i due iniziano una relazione.

#### Nico Di Angelo
Nacque negli anni Trenta, prima dello scoppio della Seconda Guerra Mondiale, da una relazione tra Ade e Maria Di Angelo, una donna italiana. Insieme alla sorella maggiore Bianca passò molti anni nel Casinò Lotus di Las Vegas perché, dopo la loro nascita, una profezia aveva annunciato che uno dei figli dei Tre pezzi grossi avrebbe portato l'Olimpo alla fine o alla salvezza. Successivamente viene portato insieme alla sorella in una scuola militare, dove viene salvato da Percy dalle grinfie di una manticora. Quando Bianca decide di diventare una Cacciatrice si sente abbandonato e non è d'accordo con questa decisione. Dopo la morte di sua sorella incolpa Percy, che si era impegnato ad accudirla, e fa di tutto per resuscitarla. Una volta invocato il suo spirito, Bianca discolpa Percy, quindi da quel momento in poi i due diventano buoni amici. Nell'ultimo libro, Nico propone a Percy di bagnarsi nel fiume Stige per diventare invulnerabile, ma non avvisandolo del fatto che prima lo avrebbe condotto da Ade, che voleva imprigionarlo, per ottenere da lui delle notizie sulla madre. Pentendosi, Nico libera Percy e lo aiuta a diventare invulnerabile, poi rimane nel Regno dei Morti per convincere il padre a prendere parte alla guerra contro i Titani.
Nei libri di “Eroi dell’Olimpo” Nico confessa a Jason di avere una cotta per Percy e alla fine della saga si dichiara a quest’ultimo, ammettendo però di aver superato la cotta e inizia una relazione con Will Solace.

#### Will Solace
Figlio di Apollo, è il successore di Michael Yew, come viene rivelato nel primo libro della seconda serie. Durante la battaglia di New York si occupa di guarire tutti i feriti, tra cui anche Annabeth, che era stata pugnalata da Ethan. È un ragazzo dolce, sebbene spesso insicuro, che dal padre ha ereditato una spiccata capacità nel curare le persone. Durante la battaglia tra i campi greco e romano mostrerà di poter produrre un fischio sonico. Nel finale della seconda serie intraprende una relazione d'amore con Nico Di Angelo, nonostante i loro caratteri estremamente opposti.
Non ha paura di mostrare il suo orientamento sessuale a differenza di Nico, che è più timido.

#### Margaret "Meg" McCaffrey
È una figlia di Demetra molto potente che fa la sua comparsa nel primo libro della terza serie, Le Sfide di Apollo, della quale è co-protagonista. Ha grandissimi poteri: può controllare le piante e farle crescere più velocemente, teletrasportarsi grazie alla presenza e al contatto di qualche vegetale e della terra, evocare spiriti e creature della natura. È un'ottima spadaccina. Nel terzo libro è artefice della resurrezione delle Meliadi, sette potenti driadi nate al tempo dell'uccisione di Urano da parte di Crono. Suo padre era un esperto botanico ma, dopo la sua morte, venne cresciuta da Nerone, che la crebbe alternando momenti di affetto nei suoi confronti con la violenza. Nerone infatti le fece credere che dentro di lui esistesse un'altra personalità cattiva e malevola che lei chiamava La Bestia e che invece la sua personalità gentile e premurosa era il suo vero io e che se lei avesse sempre obbedito la sua personalità cattiva non le avrebbe mai fatto del male. Meg crebbe con questa paura temendo di far scatenare la personalità maligna di Nerone e cercò di essere degna dell'amore del padre adottivo eseguendo ogni suo ordine. 
Nel corso della saga si ferma presso le rovine della sua casa di infanzia, dove viveva col padre; qui trova dei semi appartenuti al padre e dopo averli piantati scopre che sono i semi delle Mielai, delle driadi primordiali che si pongono al suo servizio.
Alla fine del quinto libro, Apollo passa a trovare Meg che è tornata a vivere nella sua vecchia casa con Luguselwa, sua mentore mentre era da Nerone, le Mielai e altre driadi.

#### Charles Beckendorf
Figlio di Efesto, è un enorme quindicenne afroamericano, bello, muscoloso, molto dolce e simpatico. In genere è chiamato solamente con il cognome, Beckendorf. È esperto nel costruire esplosivi e si dice che riesca a costruire cose meravigliose anche solo con un pezzo di ferro. Capogruppo della casa di Efesto e fidanzato di Silena Beauregard, all'inizio del quinto libro della prima saga partecipa insieme a Percy a una missione segreta: distruggere la nave di Luke. Il piano rischia di fallire ma egli decide di sacrificarsi salvando Percy e distruggendo tutti i mostri della Principessa Andromeda.

#### Silena Beauregard
È una ragazza bellissima come la madre, Afrodite, con lunghi capelli neri e grandi occhi blu. Presente fin dal primo libro, è molto abile nel cavalcare i pegasi ed è a capo della casa di Afrodite. È fidanzata con Beckendorf e viene sconvolta dalla sua morte. Durante la battaglia di Manhattan si scopre che è proprio Silena la spia che informava l'esercito di Crono, poiché lei stessa ammette di essere stata legata o comunque interessata a Luke Castellan e di averlo inizialmente assecondato. Sentendosi in colpa si sacrifica nella battaglia contro le forze di Crono e muore da eroina, dopo aver guidato la casa di Ares al posto dell'amica Clarisse. Era la migliore amica di Clarisse La Rue ed è stata la seconda mezzosangue devota a Crono a cambiare lato nella battaglia, sebbene fosse l'unica ad aver aderito per motivi differenti della vendetta personale.

#### Luke Castellan
È un ragazzo diciannovenne biondo e molto attraente, sebbene abbia una cicatrice che gli deturpi il volto. È nato da una relazione tra il dio Ermes e May Castellan. Ermes gli vuole molto bene, Luke invece lo disprezza tremendamente, per non esserci mai stato nei momenti peggiori. La cicatrice sotto l'occhio sinistro gli è stata provocata da un drago. All'età di nove anni fugge di casa, spaventato dalla madre che a volte viene posseduta dall'Oracolo di Delfi e vede stralci del tragico futuro del figlio. Conosce quindi Talia e poi Annabeth, con le quali forma una nuova famiglia. I tre vengono trovati da Grover, che li porta al Campo. Qui Luke diventa il capo della Casa di Ermes, ma viene sobillato da Crono e diventa la sua spia all'interno del campo in cambio della promessa che avrebbe distrutto l'Olimpo, vendicando Talia, e che avrebbe ucciso suo padre, che odiava per non averlo mai sostenuto nei momenti in cui l'Oracolo si impossessava di sua madre May. Ruba la folgore di Zeus e l'elmo di Ade per far ricadere la colpa su Poseidone e scatenare una guerra; tenta di uccidere Percy e, avendo fallito, lascia il Campo, scomparendo per un anno intero. Nel secondo libro avvelena il pino di Talia, mentre organizza un esercito di mostri e mezzosangue ribelli, che raduna sulla nave da crociera Principessa Andromeda; tenta di far resuscitare il re dei Titani, fino a cedergli il suo corpo che, dopo essere stato reso invulnerabile dalle acque dello Stige, viene posseduto da Crono. Durante la battaglia finale, però, riesce a tornare in sé e si accoltella nell'unico punto in cui era rimasto vulnerabile.

#### Travis e Connor Stoll
Non sono fratelli gemelli ma sono quasi identici: sono entrambi alti e magri, con una zazzera di capelli castani sempre davanti agli occhi. Hanno i lineamenti elfici tipici di tutti i figli di Ermes: sopracciglia inarcate e sorriso sarcastico. Dopo il tradimento di Luke diventano i capi della casa di Ermes. Entrambi, particolarmente Travis, hanno una faida con Katie Gardner, arrivando ad attaccare coniglietti pasquali sul tetto della casa della ragazza. Katie ipotizza che uno dei due sia la spia di Luke, poiché suoi fratelli. Secondo loro invece la spia doveva essere qualcuno che conosceva Luke da molto e che si fidava di lui, accusando quindi silenziosamente Annabeth. Sono abili nei furti e vengono spesso mostrati mentre tentano di rubare qualcosa, così come durante la guerra hanno approfittato per derubare molti negozi. Ambedue gli Stoll, sebbene questa volta maggiormente Connor, hanno una faida anche con la cacciatrice Phoebe, che i due hanno avvelenato su commissione di Afrodite con lo scopo di vendicarsi, per impedirle di partire.

#### Katie Gardner
Figlia di Demetra e capo della sua cabina durante gli eventi di "Dei dell'Olimpo" e "Eroi dell'Olimpo", sostituita da Miranda Gardiner quando ne "Le sfide di Apollo" andrà all'università. Ha un rapporto di sfida con i fratelli Stoll. Katie per un po' ipotizza che uno dei due sia la spia di Luke, poiché suoi fratelli.

#### Chris Rodriguez
È un semidio figlio di Ermes che si allea con Luke nella guerra. Inizialmente svolge un ruolo sconosciuto sulla Nave Principessa Andromeda, popolata da mostri e creature al servizio di Crono. Viene poi inviato come perlustratore del Labirinto, insieme ad una certa Mary, che continuerà in seguito a popolare i suoi incubi insieme al figlio di Poseidone (Anteo). Il fantasma di Minosse porta il ragazzo sull'orlo della pazzia. Viene successivamente salvato da Clarisse, che lo riporta al Campo sebbene sia del tutto privo di senno. Dopo mesi passati nella follia con Clarisse a prendersi cura di lui, Dioniso lo cura riportandolo ad essere il ragazzo di sempre. Quindi Chris si allea con gli dei e stringe un rapporto amoroso con Clarisse La Rue. Durante la guerra tenta continuamente di far desistere la sua ragazza dall'idea di non scendere in battaglia e combatte successivamente accanto a lei per tutto il tempo, consolandola dopo la morte di Silena. È descritto come un grosso ragazzo ispanico dai capelli castani. È stato il primo dei mezzosangue devoti a Crono a cambiare lato nella battaglia e l'unico a sopravvivere.

#### Castore e Polluce
Sono gemelli figli di Dioniso, nominati fin dal primo libro. Castore si conosce nel quarto dove, durante la battaglia del Labirinto, rimane ucciso. La sua morte sconvolge suo padre, che decide di aiutare Clarisse, concedendo una seconda opportunità a Chris. Polluce, invece, oltre alla battaglia del Labirinto, partecipa anche allo scontro finale di New York. Dioniso, spaventato all'idea di perdere il secondo figlio così come il primo, entra nella mente di Percy per convincerlo a proteggerlo. Alla fine Percy, dopo aver trovato Polluce ferito lievemente dopo la battaglia, gli chiede come favore personale di non tornare più a combattere e lui, anche se comprende che c'è qualcosa sotto, dato che i due non erano esattamente amici, acconsente.

#### Clovis
Essendo un figlio di Hypnos abita nella casa 15 con altri due semidei. Annabeth e Jason vanno da lui in "L'eroe perduto" per far tornare la memoria al pretore. In "Il sangue dell'Olimpo" viene contattato da Nico per recapitare un messaggio a Talia. Nella casa 15 c'è un ramo di pioppo del Lete e un'atmosfera molto soporifera.

#### Drew Tanaka
È una figlia di Afrodite, ha ereditato la lingua ammaliatrice dalla madre. Ha sostituito Silena Beauregard come capo cabina di Afrodite, sostituita poi da Piper. In “L’eroe perduto” si infatua di Jason.

#### Blanche
Figlia di Iride, sebbene sua madre sia la dea dell'arcobaleno, con grande disappunto da parte di quest'ultima, veste sempre di nero. Adora la fotografia e una volta al falò del Campo Mezzosangue, raccontando una storia spaventosa, aveva creato il panico, scatenando la monocromia. Introduce nel libro "Il calice degli dei" Percy, Annabeth e Grover alla madre, in cambio di alcuni scatti con Grover come modello.

### Amazzoni

#### Hylla Ramirez-Arellano
È un'Amazzone figlia di Bellona e sorella di Reyna. Era un'allieva della maga Circe poi Percy sguinzagliò i pirati loro prigionieri che la imprigionarono. Dopo qualche mese la rilasciarono e diventò la regina delle Amazzoni. In “Il figlio di Nettuno” diede un aiuto decisivo per sconfiggere il gigante Polibote e il suo esercito.

### Semidei delCampo Giove

#### Reyna Avila Ramírez-Arellano
Pretore del Campo Giove e sorella minore di Hylla, fa la sua comparsa nel secondo libro della seconda serie. Insieme alla sorella incontra Percy e Annabeth sull'isola della maga Circe, per la quale lavorava. Nel quinto libro della seconda serie porta l'Atena Parthenos al Campo Mezzosangue con Nico di Angelo e il coach Hedge ed uccide il gigante Orione. È dotata di una grande abilità con la spada. Da piccola uccise il padre accidentalmente, dopo che questo, diventato violento, fece del male a sua sorella. È figlia di Bellona, dea romana della guerra e le viene conferito da Pegaso il titolo di Amica dei cavalli per aver dato al suo pegaso Scipione tanto affetto anche se poi ha dovuto ucciderlo perché era stato ferito da un grifone. Quando era andata con Jason in missione a Charleston Afrodite le ha predetto:"Nessun semidio guarirà il tuo cuore". Alla fine de “Le sfide di Apollo” si dimette dalla carica di pretore ed entra nelle Cacciatrici di Artemide.

#### Ottaviano
Discendente romano di Apollo, possiede il dono della profezia. Compare per la prima volta nel secondo libro della seconda serie. È l'augure del Campo Giove; per prevedere il futuro "legge" l'imbottitura di vari peluche da lui sventrati. Fisicamente è alto, magrissimo e con i capelli biondi, simile a uno spaventapasseri. Mira a diventare pretore e, pur non essendo particolarmente abile fisicamente come Reyna, ha grandissime capacità oratorie, con le quali porta sempre la situazione a suo vantaggio. Dimostra spesso una personalità ambiziosa e occasionalmente crudele, come quando ricatta Hazel per obbligarla a votarlo alle elezioni del nuovo pretore. Quando Leo, posseduto dagli Eidolon, fa fuoco su Nuova Roma, sfrutta l'occasione per dichiarare guerra contro i Greci e si rifiuterà più volte di ascoltare Reyna o gli altri Greci venuti in pace per spiegare la verità dei fatti. In preda ad un attacco di egoismo, sulla Collina Mezzosangue lancia una palla di fuoco verso Gea, convinto di batterla, ma rimane impigliato nella palla, morendo carbonizzato.

#### Dakota
È un semidio del Campo Giove figlio di Bacco. È centurione della Quinta coorte e ha una dipendenza dalla bibita Super Fresh. Nella battaglia contro Tarquinio, Caligola e Commodo muore e la su pira odorerá della sua bibita preferita.

#### Gwendolyn
È una semidea del Campo Giove. È centurione della Quinta Coorte poi muore e risorge perché Thanatos è imprigionato e le Porte della Morte sono fuori controllo; allora se ne va e lascia il posto a Frank Zhang.

#### Michael Varus
Era un pretore del Campo Giove figlio di Giano. Credendo di essere riuscito a interpretare la Profezia dei sette, parte per l'Alaska con un esercito ma la sua missione va fallita e Varus muore insieme ai suoi soldati. Il suo spirito viene ritrovato a Itaca e combatte contro Piper, Annabeth e Jason.

### Altri semidei

#### Bianca Di Angelo
Nata prima della Seconda Guerra Mondiale da una relazione tra Ade e Maria Di Angelo, una donna di origini italiane, è la sorella di Nico. Insieme al fratello passa molti anni nel Casinò Lotus di Las Vegas; successivamente viene portata in una scuola militare, dove viene salvata da Percy dalle grinfie di una manticora. Dopo aver incontrato la dea Artemide, le giura fedeltà e diventa una Cacciatrice. Si unisce a Percy, Talia, Zoe e Grover nella ricerca della dea Artemide e di Annabeth, che erano state rapite. Utilizza i suoi poteri di figlia di Ade una sola volta, riuscendo a uccidere uno degli scheletri-zombie indistruttibili al servizio di Atlante. Nella discarica degli dei, ruba una statuetta di Ade per il fratello, scatenando l'ira di un mostro metallico, Talo, che attacca il gruppo. Nel neutralizzare il mostro rimane uccisa. Sapendo che è l'unico modo per far accettare al fratello la sua morte, sceglie di reincarnasi. 

#### Ethan Nakamura
È un semidio figlio di Nemesi, dea minore della vendetta che viene portato al Campo Mezzosangue e alloggia nella casa di Ermes in quanto non riconosciuto da nessun dio. Arrabbiato per questo fatto, aderisce all'esercito di Crono e il suo giuramento di fedeltà al re dei Titani ne permetterà la resurrezione nel corpo di Luke. Indossa una benda sull'occhio sinistro, perché lo offre a sua madre in cambio della promessa che un giorno sarebbe stato lui a decidere il rispetto per gli dei minori. Comincia a essere spaventato da Crono e partecipa alle trattative di pace assieme al Titano Prometeo, riuscendo però solamente a far arrabbiare Talia. Durante la battaglia pugnala Annabeth che era frapposta tra lui e Percy, cercando di colpire quest'ultimo in quello che in seguito comprende essere il suo tallone di Achille. Da quel momento Ethan è a conoscenza del punto debole di Percy e quando Crono gli intima di colpirlo, nella battaglia nella sala dei Troni, combatte invece contro Crono, che lo uccide.

#### Dedalo
Dedalo fu uno dei più grandi inventori della storia. Nell'antichità aiutò Teseo a sconfiggere il Minotauro e per questo fu imprigionato dal re di Creta nel Labirinto da lui stesso creato. Riuscì a fuggire insieme al figlio Icaro, che però rimase ucciso durante la fuga. Vagherà braccato da Minosse, fino a quanto quest'ultimo non sarà ucciso dalle figlie del Re Cocalo. Da quel giorno vaga all'interno del Labirinto, che continua a svilupparsi all'infinito. Si macchia però dell'uccisione del nipote Perdice, in quanto invidioso del suo giovane genio e si nasconde dalla morte all'interno del Labirinto, per paura della pena che avrebbe potuto infliggergli il giudice dei morti Minosse. Riesce a sopravvivere creando degli automi e trasferendovi la propria anima. Alla fine del quarto libro, una volta morto, Ade lo condanna a costruire cavalcavia e rampe d'uscita nelle praterie degli asfodeli per l'eternità, così da rendere il traffico più scorrevole. Prima di morire definitivamente dona la Signora O'Leary a Percy e il suo computer ad Annabeth.

#### Halcyon Green
È un semidio figlio di Apollo con il potere di prevedere il futuro. Un giorno aveva previsto a una ragazza che sarebbe morta e l’ha salvata quindi suo padre si è arrabbiato e lo ha punito togliendogli la voce e imprigionandolo in una casa magica dove avrebbe attirato in trappola semidei fino alla morte. Appare in “Il libro segreto: Il diario di Luke Castellan” e abita in Virginia in una casa infestata da tende cannibali e tre leucrotte collegate ai suoi pensieri in modo da farlo parlare anche senza voce. Si sacrifica per salvare Luke e Talia. Apollo lo ha costretto a vestirsi con la pelle di Pitone.

## Divinità
Nel XXI secolo le divinità greche e romane si sono spostate negli Stati Uniti d'America, luogo di maggior evoluzione della cultura occidentale.
Spesso hanno anche storie d'amore con i mortali. A seguito però della Seconda guerra mondiale, dove si fronteggiarono i figli di Zeus e Poseidone da una parte e i figli di Ade dall'altra, i tre hanno giurato sullo Stige di non avere più relazioni con donne mortali. Il patto viene sciolto alla fine del quinto libro della prima serie.

### Dei dell'Olimpo
- Zeus: Dio del cielo, dell'aria, dei fulmini e re degli dei, insieme ai fratelli viene spesso chiamato come uno dei Tre Pezzi Grossi. Risiede sull'Olimpo, accessibile raggiungendo il seicentesimo piano dell'Empire State Building di New York. Ha la barba nera e grigia e veste un gessato blu. Il suo simbolo di potere è la Folgore, la prima arma forgiata dai Ciclopi per preparare i tre figli di Crono a combattere e sconfiggere il padre. Negli anni Ottanta ruppe il giuramento fatto con i fratelli e con una mortale diede alla luce una figlia, Talia, che però, a soli dodici anni, venne maledetta e braccata dagli emissari di Ade, i quali, sul procinto di ucciderla nei pressi del Campo Mezzosangue, portarono Zeus a decidere di trasformarla in un pino per salvarla. È la versione greca di Giove.
- Era: Dea del matrimonio e regina degli dei, compare per la prima volta nel terzo libro della prima serie durante il Consiglio degli dei. In quell'occasione i suoi capelli sono color argento, mentre nel quarto libro sono castani e intrecciati con dei nastri d'oro; indossa sempre un abito iridescente e, anche se all'apparenza sembra molto gentile e premurosa, può essere molto fredda, superficiale e crudele. Non ha figli semidei perché essere infedele al marito non è nella sua natura essendo la dea del matrimonio. La sua personalità romana è Giunone e, quando si manifesta sotto questa forma, ha l'aspetto di una donna dal volto solenne e severo con indosso una pelle di capra, simbolo dei soldati romani, e in mano uno scettro culminante con un fiore di loto.
- Poseidone: Dio del mare, dei terremoti e dei cavalli, insieme a Zeus e Ade, fa parte dei cosiddetti Tre Pezzi Grossi, gli dei più antichi e potenti, figli di Crono. Ha la pelle molto abbronzata, capelli e barba nera e occhi verde mare; indossa sempre una camicia hawaiana, un paio di bermuda e dei sandali. Risiede in un immenso palazzo nell'Oceano Atlantico e la sua arma, forgiata per lui dai Telchini, è il tridente. Anche lui viola il patto con i fratelli e da una storia d'amore con Sally Jackson dà alla luce un semidio, Percy Jackson. È sposato con la ninfa Anfitrite, dalla quale ha avuto come figlio Tritone. È la versione greca di Nettuno.
- Demetra: Dea delle piante e dell'agricoltura e madre di Meg, compare nel terzo libro della prima serie al Consiglio degli dei. Ha dei capelli neri intrecciati con dell'erba secca e gli occhi castani; ha sempre un'espressione severa ed è fissata con i cereali e l'agricoltura. Nel quinto libro, mentre gli altri dei tentano di sconfiggere Tifone, si rifugia negli Inferi dalla figlia Persefone e prende parte alla battaglia di Manhatthan, trasformando un'intera colonna di giganti Lestrigoni in un campo di grano. È la versione greca di Cerere.
- Ares: Dio della guerra, è figlio di Zeus ed Era. Ha capelli neri a spazzola e le sue armi sono una spada ed uno scudo che si trasforma in un giubbotto anti proiettili. È molto forte, ma poco intelligente. È la forma greca di Marte e quando si presenta con queste sembianze ha un volto rozzo pieno di cicatrici e corti capelli neri; indossa una mimetica militare e un paio di occhiali che, come nella sua forma greca, nascondono degli occhi di fiamme. La sua personalità romana è molto più intelligente e disciplinata di quella greca, tant'è che si considera il dio del potere militare usato per una giusta causa: ama distruggere i propri nemici ma non combatte senza una valida ragione.
- Atena: Dea della saggezza, della sapienza e delle arti utili, è figlia di Zeus. È castana e ha degli intensi occhi grigi, caratteristica comune a molti dei suoi figli. Negli anni Novanta ebbe una relazione, puramente intellettuale, con Frederick Chase, dalla quale nacque Annabeth Chase. È la versione greca di Minerva. Nonostante abbia diversi figli dalla sua personalità greca, nati da unioni solamente affettive e mentali, è una dea vergine, come Artemide ed Estia.
- Apollo: Dio delle arti, della medicina, del sole e della profezia, è figlio di Zeus e Leto e fratello gemello di Artemide. Compare nel terzo libro della prima serie, nel quale aiuta le Cacciatrici di Artemide, Percy e alcuni suoi amici a raggiungere il Campo Mezzosangue. Ha un aspetto giovane, capelli biondi e un sorriso molto luminoso e brillante; va in giro con una Maserati Spider e ha un comportamento spregiudicato. Dopo diversi mesi dalla sconfitta di Gea, Zeus, incolpando il figlio della maggior parte dell'accaduto, lo priva pressoché totalmente dei suoi poteri e lo rende umano, scagliando giù dall'Olimpo. La sua nuova identità è quella di un ragazzino riccio e bianco di sedici anni di nome Lester Papadopoulos.
- Artemide: Dea della caccia, dei boschi e della luna, sorella gemella di Apollo, compare nel terzo libro. Gira per il mondo accompagnata dalle sue protette, dette le Cacciatrici di Artemide, alle quali dona l'immortalità in cambio di totale fedeltà e della rinuncia all'amore. Nel terzo libro abbandona le sue protette per andare alla ricerca di un mostro, ma viene catturata da Atlante e costretta a reggere il peso del cielo. L'aspetto che assume più frequentemente è quello di una ragazzina di tredici anni dai capelli scuri e dagli occhi color della luna. È la forma greca di Diana.
- Efesto: Dio del fuoco, della tecnologia, dell'ingegneria e della metallurgia, è figlio di Zeus ed Era e marito di Afrodite. Compare nel terzo libro al Consiglio degli dei e ha l'aspetto di un uomo grosso e tozzo con una gamba stretta in un apparecchio di metallo, la testa un po' deforme, il volto pieno di lividi e una barba bruna e scomposta. Nel quarto libro aiuta Percy ed Annabeth a trovare il laboratorio di Dedalo e rivela a Percy il modo di orientarsi nel Labirinto. È la versione greca di Vulcano.
- Ermes: Dio delle strade, dei viaggiatori, dei mercanti, dei ladri e messaggero degli dei, compare nel secondo libro. Indossa dei pantaloncini da corsa di nylon e una maglietta della Maratona di New York; è magro ed atletico, ha sopracciglia arcuate e un sorriso scaltro. Il suo simbolo di potere è il Caduceo, uno strumento che all'occasione si trasforma in quasi tutto. È la forma greca di Mercurio.
- Afrodite: Dea dell'amore e della bellezza, è la dea più antica dell'Olimpo, in quanto figlia "indiretta" di Urano. Compare nel terzo libro ed è la moglie di Efesto, anche se ha una relazione extraconiugale con Ares, dal quale ha avuto i figli Deimos e Phobos. È la versione greca di Venere, anche se non entra in conflitto con questa sua personalità quando ha inizio la guerra tra semidei greci e romani, in quanto non è cambiata di molto da un'epoca a un'altra.
- Dioniso: Dio del vino, della pazzia e della natura, era un semplice semidio, ma venne premiato e promosso a dio dal padre Zeus per aver inventato il vino. Ha l'aspetto di un ometto grassoccio con capelli ricci e neri; solitamente indossa una camicia hawaiana tigrata o leopardata. Punito dal padre in epoche più recenti per aver tentato di insidiare una ninfa dei boschi a lui cara, diventa il direttore del Campo Mezzosangue per cento anni ed è costretto a non bere più vino: per questo svolge il suo ruolo con molta riluttanza e beve solo Diet Coke. Alla fine dello scontro con l'esercito di Crono/Luke, la pena gli viene abbassata a cinquanta anni. È la versione greca di Bacco e il padre di Dakota.
- Ade: Dio degli Inferi e dei morti, insieme ai fratelli viene spesso chiamato come uno dei Tre Pezzi Grossi. Risiede negli Inferi ed è sposato con Persefone, figlia di Zeus e Demetra. Indossa una corona d'oro intrecciato e una lunga veste nera nella quale sono intrappolate diverse anime di dannati. Non esce mai dagli Inferi, se non durante il solstizio d'inverno, per recarsi sull'Olimpo e partecipare al Consiglio degli dei. Come arma originale possiede l'elmo dell'oscurità, creato dai Ciclopi, anche se in battaglia utilizza una spada. È la versione greca di Plutone. Quando si manifesta come Plutone ha un volto spigoloso e pallido, corti capelli neri e abiti nei quali, come quando ha l'aspetto di Ade, sono intrappolate delle anime in eterna sofferenza; sull'anulare porta un anello con un grosso opale bianco che rappresenta il suo matrimonio con Persefone.
- Pan: dio dei boschi, dei pastori e della natura selvaggia. I satiri lo venerano e sono alla sua disperata ricerca. Durante la titanomachia, Pan emetteva un ruggito capace di spaventare qualsiasi creatura. Grover è alla sua ricerca da anni. Si è messo a dormire in una caverna nelle Carlsbad Caverns nel Nuovo Messico, circondato da piante esotiche e animali estinti da tempo.

### Altri dei
- Estia: la dea del focolare appare per la prima volta nel primo libro della prima serie ma non riconosciuta. Si presenta sotto forma di una ragazzina di otto anni con dei capelli marroni e degli occhi rossi. È la forma greca di Vesta.
- Persefone è la dea della primavera e regina degli Inferi, nonché moglie di Ade e figlia di Demetra. Ritorna nel mondo mortale per visitare la madre durante la primavera e l'estate. Appare per la prima volta ne "Il libro segreto: la spada di Ade". È la forma greca di Proserpina.
- Ecate è la dea degli incroci, della magia e della Foschia e come tale ha il compito di conservare il velo fra il mondo degli dei e quello dei mortali. Nella prima serie lei e le sue ancelle, le Empuse, sono alleate di Crono fino alla sua sconfitta, quando la dea si pacifica con l'Olimpo: nonostante ciò le Empuse, nella seconda serie, combatteranno per Gea. Ecate fa la sua prima comparsa nel quarto libro della seconda serie, quando si manifesta ad Hazel rivelandole un modo per attraversare gli Appennini e dicendole che sua madre possedeva, come lei, il dono della vera magia, e che senza il suo aiuto lei non avrebbe mai evocato Plutone permettendo la sua nascita.
- Thanatos è il dio della morte e “luogotenente" di Ade, ha il compito di controllare il confine tra il mondo dei vivi e quello dei morti e di catturare e imprigionare le anime che riescono a scappare dagli Inferi. Fa la sua comparsa nel secondo libro della seconda serie quando viene liberato da Frank, Hazel e Percy dalla prigionia del gigante Alcione. Ha l'aspetto di un angelo dalla carnagione scura, fisico snello e muscoloso, occhi dorati, lunghi capelli neri e due grandi ali nere. È la versione greca di Mors.
- Lupa è la dea e capostipite di tutti i lupi, nonché l'immortale animale sacro di Roma che allattò Romolo e Remo. È una sorta di "controparte" di Chirone per quanto riguarda l'addestramento dei mezzosangue: lei prepara i semidei romani, lui quelli greci. È una gigantesca belva dalla pelliccia rosso mattone e, benché non parli usando la voce, utilizza un metodo di comunicazione altrettanto efficace usando orecchie, labbra, baffi e occhi. Fa la sua comparsa in un sogno di Jason nel primo libro della seconda serie. Nel secondo libro tenta di rallentare, insieme al suo branco di lupi grigi, l'avanzata dell'armata di mostri guidata da Polibote contro il Campo Giove.
- Nemesi è la dea della vendetta. Compare nella seconda saga per aiutare il gruppo di Percy contro Gaia. È l'unica tra gli dei a non soffrire dello sdoppiamento di personalità, in quanto il suo nome è identico anche nella cultura romana e che la vendetta possa essere simile per tutti coloro che la cercano.

### Entità primordiali
- Gea è la dea e incarnazione della Terra, nonché la principale nemica della seconda serie. Sebbene si manifesti nella sua forma fisica solo al termine del quinto libro della seconda serie, compare più volte nel corso della stessa in una sorta di dormiveglia, dove è comunque abbastanza potente da modificare gli eventi e irretire persino alcuni dei. Il suo obiettivo è quello di distruggere gli dei dell'Olimpo poiché, nelle ere ancestrali, questi avevano sconfitto e esiliato nel tartaro i suoi figli Titani. Viene distrutta da Leo nel quinto libro della seconda serie con l'aiuto del potere della lingua ammaliatrice di Piper e del controllo dei venti di Jason.
- Tartaro è il dio e incarnazione dell'Abisso, è un essere dalla malvagità senza fine ed è stato il secondo marito di Gea, dalla cui unione sono nati i giganti. È così chiamata anche la regione sottostante gli Inferi, dove si riformano i mostri distrutti, proprio perché lì ogni cosa è parte del dio Tartaro. Disprezza i Titani, ritenendoli esseri inferiori, tant'è che fa la sua apparizione nei pressi delle Porte della Morte dopo aver distrutto proprio due di loro, Crio e Iperione, perché il Titano del Sud lo aveva involontariamente insultato; in questa circostanza si manifesta come un immenso e orrendo guerriero dalla carnagione color porpora la cui faccia è una spirale di oscurità che ruota verso il centro.
- Nyx è la dea e incarnazione della notte; si presenta a Percy e Annabeth nel quarto libro della seconda serie. È una sagoma vorticosa di fumo e cenere alta più di dodici metri con enormi ali nere e occhi scintillanti come stelle; è alla guida di un gigantesco carro di ferro dello Stige trainato da possenti cavalli vampiro (Ombra e Tenebra) completamente neri eccetto le zanne d'argento. È la madre di moltissimi demoni e divinità minori legati al male e all'oscurità, fra i quali: Eris, Ipno, Geras, Thanatos e molti altri ancora. Sembra però avere difficoltà a gestirli, in quanto molti si comportano in modo infantile e le stanno sempre appresso.
- Akhlys è la dea e incarnazione della miseria e figlia del caos e della notte. Viene descritta come una vecchia dall'aspetto miserabile che porta lo scudo dell'Egida su cui è scolpita la testa di Medusa. In La Casa dell'Ade , offre la Nebbia Mortale a Percy e Annabeth, ma in seguito li tradisce attirandoli nel territorio di Nyx e cercando di ucciderli con il veleno. In preda alla rabbia, Percy manipola il veleno contro Akhlys, facendola scappare spaventata. Questa è la prima volta che Annabeth vede la parte più oscura della personalità di Percy.

### Titani
Sono figli di Gea e di Urano e sono i principali antagonisti della prima serie. Al nome di "Titani" rispondono anche alcuni figli dei Titani della prima generazione, tra cui Atlante e Prometeo.
- Crono è il Titano del tempo, re dei Titani e padre dei più antichi dei e dee dell'Olimpo. Alla fine della prima guerra tra dei e Titani viene sconfitto, fatto a pezzi e imprigionato nel Tartaro. Nella seconda guerra si impossessa di Luke Castellan e tenta di distruggere l'Olimpo ma viene fermato da Percy che premette alla coscienza di Luke di prendere il sopravvento abbastanza a lungo per suicidarsi insieme al Titano. Ceo, nel quarto libro della seconda serie, afferma che è rimasto ancora qualche brandello della sua essenza, ma che nemmeno il Tartaro lo può rimettere insieme. La sua forma romana è Saturno.
- Giapeto è il Titano dell'Ovest soprannominato “il Perforatore“, fa la sua comparsa ne "Il libro segreto: la spada di Ade". È alto circa tre metri, ha una barba incolta, dei capelli lungi, grigi e ispidi e degli occhi d‘argento. Cade nel fiume Lete in seguito alla battaglia con Percy e perde la memoria. Percy gli fa credere di essere suo alleato e di chiamarsi Bob; nel quarto libro della seconda serie Annabeth e Percy lo rincontrano nel Tartaro, venendo a sapere che, dopo averlo lasciato negli Inferi, Ade lo aveva "ingaggiato" come inserviente. Viene ucciso da Tartaro insieme a Damaseno in quanto lo avevano sfidato per salvare Percy e Annabeth e permettere loro di tornare nel mondo mortale. Giapeto stesso ammette di essere stato più felice quando non ricordava di essere un Titano, ma semplicemente Bob. Questo perché aveva avuto, nelle occasioni di quel periodo, dei veri amici e persone a cui voler bene, escludendo il tempo trascorso al servizio di Ade.

### Giganti
Figli di Gea e Tartaro, sono i principali antagonisti della seconda serie.
Sono altissimi e molto forti e non possono essere distrutti né da dei, né da semidei, ma solo dalla collaborazione di entrambi; ogni gigante è stato generato da Gea affinché diventasse l'opposto di ognuno dei principali dei dell‘Olimpo e prendesse il suo posto dopo averlo distrutto.
I giganti che compaiono nel corso delle saghe sono:
- Porfirio è la nemesi di Zeus/Giove, re dei giganti. È più alto e muscoloso di Encelado, ha la pelle e gli occhi bianchi come il marmo, capelli verdi intrecciati con diversi tipi di arma e zampe squamose come quelle di un drago; indossa un'armatura di bronzo e in battaglia usa una lancia. Viene fatto risorgere da Gea utilizzando la forza vitale di Era nel primo libro della seconda serie.
- Polibote è il gigante che si oppone a Poseidone/Nettuno. È alto più di dieci metri, ha capelli verdi simili ad alghe nei quali si annidano serpenti e basilischi e gambe ricoperte di squame. Indossa un'armatura blu-verde e impugna un tridente e una rete da gladiatore. Come gran parte dei suoi fratelli, il suo corpo emana una specie di campo gravitazionale, inoltre il suo tocco può trasformare l'acqua in veleno. Viene sconfitto per la prima volta da Percy e dal dio Terminus nel secondo libro della seconda saga. Dopo essere tornato dal Tartaro nel quarto libro della seconda serie, viene sconfitto definitivamente da Jason e dalla dea Cimopolea nell’ultimo libro della seconda serie.
- Alcione è la nemesi di Ade/Plutone. È più alto e possente del fratello Polibote ed è stato il primo gigante a essere stato creato. Ha la pelle d'oro, le squame delle gambe rosse, il cuore di diamante, il sangue di petrolio, i denti d'argento e i capelli rossi e intrecciati con pietre preziose; indossa un'armatura di maglia di platino e come arma utilizza un gigantesco scettro di ferro. Finché si trova nella terra in cui è nato è indistruttibile, ma se si sposta al di fuori di essa può essere facilmente annientato. È stato resuscitato in Alaska negli anni Quaranta da Hazel, la quale ne posticipa la rinascita totale fino agli anni Ottanta e lo distrugge definitivamente nel secondo libro della seconda serie.
- Encelado è la nemesi di Atena/Minerva. È alto quasi dieci metri, è molto muscoloso, ha la pelle color bronzo, un volto rozzo, denti a sciabola, capelli intrecciati con ossa umane e gambe ricoperte da squame verdi; indossa un'armatura decorata con motivi di fiamme e usa come arma una grande lancia. È molto intelligente ed è in grado di sputare fuoco. Viene sconfitto da Jason e dal padre Giove nel primo libro della seconda serie.
- Efialte e Oto sono due giganti gemelli. Sono alti meno dei loro fratelli, circa tre metri e mezzo, e insieme formano l'anti-Dioniso/Bacco. La loro unica differenza fisica è il colore dei capelli: Efialte li ha viola e adornati da monete d'oro e d'argento mentre quelli di Oto sono verdi e intrecciati con petardi. Al posto dei piedi hanno la parte anteriore di due serpenti. Efialte è il più intelligente dei due gemelli; Oto è invece più stupido e dimostra atteggiamenti "femminili" mostrando una smisurata passione per il balletto e indossando una tiara di brillanti. Verranno entrambi sconfitti da Jason e Percy nel terzo libro della seconda serie con l'aiuto di Bacco. Ricompaiono nel quinto libro, quando vengono distrutti da Percy e Poseidone sull'Acropoli di Atene.
- Damaseno è la nemesi di Ares/Marte. È alto circa sei metri e ha una carnagione rosso ciliegia; il suo volto è ricoperto di ustioni e cicatrici e la sua barba e i suoi capelli color ruggine sono intrecciati con erba, foglie e fiori. Non possiede armi e indossa una maglietta di pelli di pecora a pois di cuoio verdi. Essendo l'opposto del dio della guerra, è di indole molto pacifica e ama pascolare il proprio gregge e raccogliere le erbe selvatiche. Per non aver combattuto gli dei, è stato imprigionato dai genitori in una palude del Tartaro dalla quale non può scappare per fargli capire quanto la vita che ha scelto sia patetica. Inizialmente, sembra venire ucciso da Tartaro insieme a Giapeto in quanto lo avevano sfidato per salvare Percy e Annabeth e permettere loro di tornare nel mondo mortale attraverso le Porte della Morte. Ma nelle Sfide di Apollo - La Torre di Nerone, Nico percepirà una voce, presumendo che sia in realtà ancora vivo insieme a Giapeto.
- Clizio è la nemesi di Ecate, dea della magia. Ha una carnagione molto scura, occhi freddi e scintillanti, gambe da rettile con squame color cenere e lunghe trecce che sembrano fatte di fumo; indossa un'armatura di ferro dello Stige ed impugna una grossa spada dello stesso metallo. Il suo corpo emana una sorta di anti-Foschia, un magico fumo scuro che spegne il fuoco e reagisce a contatto con la vera Foschia e che Clizio usa per possedere i corpi di altri esseri viventi e farli parlare a suo posto. Viene messo da Gea a guardia del versante terreno delle Porte della Morte insieme alla maga Pasifae. Viene sconfitto principalmente da Hazel, anche se aiutata da tutti gli altri eroi, insieme a Ecate, che gli dà il colpo di grazia dandogli fuoco con le sue torce.
- Orione è il gigante nato per opporsi ad Apollo e Artemide, fa la sua comparsa nel quinto libro della seconda serie. Ha un volto molto bello ma sfigurato per via del fatto che gli erano stati tolti gli occhi e in seguito Efesto ne aveva costruiti un paio meccanici. Ha un arco con varie leve e carrucole e frecce dei tipi più disparati degli stessi colori dei serpenti corallo. Possiede l'abilità di camminare sull'acqua. Viene ucciso da Reyna con l'aiuto sia di Atena che di Bellona nel quinto libro della seconda serie.
- Mimas è il gigante nemesi di Efesto/Vulcano, fa la sua comparsa nel quinto libro della seconda serie. È alto meno di otto metri, ha capelli neri intrecciati con fili e circuiti di rame e la pelle e le zampe da drago nere; indossa un'armatura color carbone e impugna come arma un'enorme mazza. Viene ucciso da Piper e Annabeth nello stesso libro con l'aiuto indiretto di Deimos, il dio del panico e del terrore e di Fobos, suo fratello, il dio della paura.
- Ippolito è il gigante nato per uccidere Ermes e aspira a diventare il messaggero dei giganti. Appare in un sogno di Piper nel quinto libro della seconda serie.

### Altri figli di Gea
- Briareo è un gigante centimano, figlio di Urano e Gea. Fa la sua prima comparsa ad Alcatraz, dove è tenuto prigioniero da Campe, nel quarto libro della prima serie. Percy e gli altri lo liberano e lo portano con sé nel Labirinto, ma non molto tempo dopo decide di andarsene per la paura e lo spavento subiti. Ritorna durante la "battaglia del Labirinto" al Campo Mezzosangue, riuscendo a uccidere la sua odiata guardia carceraria. Percy lo vede in lontananza dal palazzo di Poseidone nel libro successivo mentre sta combattendo contro una gigantesca aragosta.
- Forco e Ceto sono due divinità del mare sposati figli di Gea. Sono divinità e dei mostri marini. Ad Atlanta hanno un acquario con una mostra che si chiama Morte negli abissi. Hanno provato a incassare la taglia messa sulla testa dei semidei dell'Argo II da Gea poi hanno mandato il mostro Gamberzilla a distruggere l'Argo II.

## Creature

### Satiri

#### Grover Underwood
Satiro e miglior amico di Percy. È il fidanzato di Juniper (una ninfa degli alberi). Nel secondo libro della prima serie stabilisce con Percy un legame empatico. Diventa il messaggero incaricato di annunciare la morte di Pan e, pertanto, la responsabilità dei satiri di proteggere le selve. Nella prima serie è l'incaricato di proteggere Percy quando non sapeva ancora di essere un semidio. Nella seconda serie compare poco, aiutando il Campo Mezzosangue nella ricerca di Percy e, successivamente, scorta Rachel nel trattare con il Campo Giove per evitare la guerra. Nella terza serie viene richiamato da Meg per guidare lei e Apollo ad attraversare il lungo Labirinto.

#### Gleeson Hedge
Un satiro di mezz'età che appare nel primo libro della seconda saga e protegge Leo, Piper e Jason. Ha un carattere molto impulsivo e attaccabrighe ed è marito della ninfa del vento Mellie, dalla quale si scopre, nel quarto libro, sta per avere un figlio, il quale nascerà poche ore prima il risveglio di Gea.

### Chirone
Figlio di Crono, è il direttore delle attività del Campo Mezzosangue. Durante la prima media di Percy si era spacciato per il suo professore di latino con il cognome Brunner. Gli piace molto la musica di Dean Martin. Per mascherare la sua natura va in giro su di una sedia a rotelle, dove riesce magicamente ad incastrare la sua parte equina. Dopo l'avvelenamento del pino di Talia viene cacciato dal Campo e va a vivere con i suoi parenti che vivono ancora allo stato selvaggio, ma verrà reintegrato alla fine del secondo libro. Guida i centauri nella battaglia di Manhattan contro le truppe del Titano Crono.

### Ciclopi
Sono degli esseri con un occhio solo nati solitamente dall'unione di un dio (nel maggior parte dei casi di Poseidone) e di una ninfa. Sono molto alti, forti e abili nella lavorazione dei metalli, capacità legata in parte alla loro immunità al fuoco e al calore; hanno la singolare e inquietante dote di saper imitare perfettamente le voci delle persone.

#### Tyson
Fratellastro di Percy e figlio di Poseidone. Ha l'aspetto di un ragazzo di qualche anno più grande di Percy, ma in realtà è un ciclope molto giovane. Costruisce uno scudo-orologio per Percy che lo aiuta a vincere la gara delle bighe alla fine del secondo libro. Gli stanno molto simpatiche Annabeth e Rachel, mentre inizialmente non sopporta Grover, ma poi i due diventano molto amici. Nell'ultimo libro della prima saga, aiuta Percy e il Campo Mezzosangue nella battaglia contro i Titani e viene nominato capo delle guardie dell'Olimpo. Viene descritto come un ragazzone robusto con i capelli castani corti nella prima saga e quasi stile rasta nella seconda. Il suo unico occhio è castano. Nella seconda serie, si innamora dell'arpia Ella.

#### Polifemo
È il ciclope figlio di Poseidone anticamente accecato da Ulisse. Risiede su di un'isola nel Mare dei Mostri dove fa la sua comparsa nel secondo libro della prima serie quando Percy, Annabeth, Grover e Tyson sono alla ricerca del Vello d'oro. Viene ingannato da Percy, Annabeth, Clarisse, Tyson e Grover, che riescono a rubargli il Vello. In seguito ferisce gravemente Annabeth (che si spacciava per Nessuno), e viene risparmiato da Percy; cerca ugualmente di uccidere i protagonisti e, alla fine, si convince erroneamente di aver ucciso Nessuno.

### Draghi

#### Peleo
È un drago del Campo Mezzosangue che fa la guardia al Vello d'oro sulla Collina Mezzosangue.

#### Ladone
È un drago a 100 teste che fa la guardia al giardino delle Esperidi. Ha il morso velenoso. Ha ucciso Zoe Nightshade e affrontato Luke.

#### Campe
Era la carceriera dei Ciclopi e dei giganti centimani. Appare la prima volta nel quarto libro della prima serie ad Alcatraz e viene sconfitta da Briareo alla fine del libro. Ha le enormi zampe ricoperte di vipere, due ali, due braccia con due mani e due spade avvelenate e sulla vita le appaiono teste di animali feroci (leoni, orsi...).

#### Festus
Festus è il drago meccanico che Leo Valdez progetta per portare i suoi amici semidei fino al regno di Eolo,dio del vento. Appare nel terzo libro "Il marchio di Atena"

### Creature infernali

#### Alecto
È una delle tre Furie (anche dette le “Benevole”), sottoposte del dio Ade e, insieme alle sue sorelle, è colei che inventa le torture per le anime destinate ai Campi della Pena. È figlia di Nix. Combatte contro Percy Jackson due volte ne Il ladro di fulmini: la prima si è finta una professoressa di matematica di cognome Dodds (venendo poi rimpiazzata a scuola dalla professoressa Kerr attraverso la Foschia), per poi riapparire alla fine del romanzo dove assiste alla confessione su come Ares abbia rubato la Folgore.
Alecto riappare poi all'interno del racconto La spada di Ade contenuto nel volume Il libro segreto, dove aiuta Percy ad attraversare volando il fiume Lete,  al palazzo di Ade.

#### Cerbero
È un enorme cane a tre teste che fa la guardia all’ingresso degli Inferi. È figlio di Echidna e Tifone. Ercole lo ha battuto e catturato.

#### Signora O’Leary
La Signora O'Leary è l'unico segugio infernale buono esistente. Fu addestrata da Dedalo e dopo la sua morte venne affidata a Percy (durante le assenze di Percy se ne prendeva cura Beckendorf). Compare per la prima volta nel quarto libro. Aiuta Percy anche nell'ultima battaglia. Essendo una creatura degli Inferi può viaggiare attraverso l'ombra come Nico, ma questo le costa molte energie; salva Chirone dalle macerie di un palazzo per ordine di Percy durante la battaglia di New York.

### Ninfe

#### Fiocco
È una nebulae cioè una ninfa del cielo ed è l’apprendista di Iride. Si occupa di quasi tutti i messaggi dell’iPhone al posto della dea.

#### Mellie
Lavorava da Eolo come assistente ma si fa licenziare e riassumere come segretaria di Tristan McLean. Si fidanza con il coach Hedge e ha un figlio (satiro) di nome Chuck. È un'aurai e appare per la prima volta in “L’eroe perduto”.

#### Juniper
È la fidanzata di Grover ed è una driade. Vive in un albero di Ginepro. Appare per la prima volta nel quarto libro della prima serie davanti al Consiglio dei Satiri Anziani.

#### Zoe Nightshade
Figlia di Atlante e Pleione, era una delle cinque Esperidi prima di diventare Cacciatrice di Artemide e sua Luogotenente. Prima di diventare una Cacciatrice, era innamorata di Ercole, che la tradì. Ha un carattere apparentemente altezzoso e snob, ma anche buono; tuttavia tende a mascherare i suoi veri sentimenti a causa delle delusioni passate. Accetta di partecipare all'impresa affidatole dall'Oracolo per cercare Artemide, accompagnata da Talia, Grover, Bianca e Percy. In seguito affronta suo padre, il Titano Atlante, e, già avvelenata dal drago del Giardino delle Esperidi, resta uccisa nel combattimento contro di lui. Per onorarla Artemide la trasforma in una nuova costellazione, la Cacciatrice.

#### Calipso
Ninfa figlia di Atlante, venne imprigionata dagli dei sull'isola di Ogigia, dove precipita Percy nel quarto libro della prima serie. È molto bella, ha gli occhi a mandorla e lunghi capelli color caramello. Si innamora di Percy, per colpa della sua condanna inflittale dalle Parche, ma lo lascia partire da Ogigia su una zattera magica per tornare al Campo Mezzosangue, lasciandogli in dono una trinta di luna da piantare a New York. Nella seconda serie, quando Leo arriva su Ogigia per colpa di Chione, dopo una iniziale fase di reciproca antipatia, si innamorano e il figlio di Efesto, mentre si allontana dall'isola su una zattera, giura sullo Stige che un giorno tornerà a prenderla: ci riuscirà alla fine dell'ultimo libro della stessa serie. Nel primo libro della terza serie fa ritorno con lei al Campo Mezzosangue. Dopo che, insieme a Leo e a Apollo partono per una missione, verso ovest, si fermera stabilmente a Indianapolis, presso un rifugio segreto delle cacciatrici di Artemide, insieme a Leo.

### Altre creature
- Blackjack è un pegaso di colore nero (nonostante venga presentato all'inizio come una giumenta) che in principio apparteneva a Luke Castellan. Nel secondo libro viene liberato da Percy e, in seguito, risiederà nel Campo Mezzosangue e diventerà amico di Percy, facendogli spesso da cavalcatura.
- Arion è un cavallo immortale, nonché il cavallo più veloce del mondo, figlio di Poseidone e Demetra. Fa la sua comparsa nel secondo libro della seconda serie, anche se si mostra per la prima volta ad Hazel negli anni Quaranta. Ha un manto color miele e la criniera nera, si nutre d'oro, ha un linguaggio (mentale) molto rude e un carattere scorbutico.
- Ella è un'arpia in grado di imparare perfettamente a memoria tutto ciò che legge. Fa la sua comparsa nel secondo libro della seconda serie. Gioca un ruolo fondamentale visto che conosce i Libri sibillini a memoria. Nel secondo libro della seconda serie incontra il ciclope Tyson, con il quale si fidanza.

## Mortali

### Sally Jackson
Madre di Percy Jackson e amante di Poseidone. Lavora in un negozio di dolciumi e riesce a vedere attraverso la Foschia. Ha sposato Gabe Ugliano, uomo rude, manesco e crudele, per coprire l'odore da semidio di Percy e quindi evitare che i mostri lo potessero rintracciare. Gabe verrà pietrificato dalla stessa Sally con la testa di Medusa. Successivamente Sally si fidanzerà con un professore di Percy, Paul, che le chiederà anche di sposarlo. Sally è rimasta orfana da piccola e, cresciuta da uno zio poco interessato a lei, ha sempre sognato di diventare una scrittrice. Rimane incinta di una bambina dal nuovo compagno Paul Stockfis. Nonostante la vita difficile che ha avuto, ha un carattere buono, generoso e gentile verso il prossimo, soprattutto nei confronti di Percy. Suocera di Annabeth Jackson (nata Chase).

### Gabe Ugliano
Primo marito di Sally Jackson e patrigno di Percy Jackson. Direttore di un negozio di elettrodomestici, è un uomo meschino, ubriaco e manesco, dedito al poker. Spesso ruba il denaro a Percy e pare persino metta le mani addosso alla moglie; quest'ultima lo ha sposato per il suo odore terribile, con il quale ha coperto per anni l'odore di semidio di Percy per proteggerlo dai mostri. Alla fine del primo libro ne viene denunciata la scomparsa, ma in realtà è stato pietrificato dalla moglie con la testa di Medusa e venduto.

### Rachel Elizabeth Dare
Figlia di un importante imprenditore. Percy la incontra nel terzo libro ed è un personaggio fondamentale nel quarto. Infatti, pur essendo una mortale, riesce a vedere attraverso la Foschia ed aiuta Percy a fuggire dagli scheletri alla Diga di Hoover e trovare il laboratorio di Dedalo all'interno del Labirinto. Nel quinto libro interrompe la sua vacanza estiva ai Caraibi per aiutare Percy nello scontro che si svolge a New York. Terminata la battaglia, Rachel va al Campo Mezzosangue con il pegaso di Percy, Blackjack, e lì scopre che il suo corpo può accogliere lo spirito di Delfi, diventando così il nuovo Oracolo. Compare inoltre nel primo e nell'ultimo libro della seconda serie e nel primo della terza. È un'artista di grande talento, ma viene obbligata a frequentare un'Accademia per Signore dal padre, con il quale aveva stretto un accordo per accorrere dagli amici durante la battaglia di New York.

### Tristan McLean
Padre di Piper, è uno degli amanti mortali preferiti di Afrodite. Viene rapito dal gigante Encelado e successivamente liberato dalla figlia e dai suoi amici nel primo libro della seconda serie. È un attore di grande successo e bellissimo aspetto, ma con una profonda e occulta tristezza interiore. Afrodite nel frequentarlo è stata la sola a scoprire il dolore che si porta dentro. Tristan ha un grande successo con le donne, ma nessuna di loro, riesce a sostituire la madre di Piper, che si rivela, essere stata Afrodite sotto mentite spoglie. Tristan, infatti, non ha mai smesso di pensare a lei. Spesso racconta a Piper racconti cherokee da parte di suo nonno Tom, morto quando Piper era piccola. Ha un crollo mentale dopo la scoperta che i miti greci e romani sono reali, pertanto Piper gli cancellerà la memoria su sua stessa richiesta avendo scoperto anche che Piper è la figlia che ha avuto da Afrodite. Nella terza serie perde tutto a causa della Società del Triumvirato e decide di trasferirsi in Oklahoma con la figlia.

### May Castellan
Madre di Luke Castellan, è una delle donne mortali più amate da Ermes. Poco dopo che nacque Luke, May decise di diventare il nuovo Oracolo di Delfi, al Campo Mezzosangue, per stare più vicino a suo figlio. A causa della maledizione di Ade, lanciata sullo spirito dell'oracolo, May impazzì acquisendo alcune capacità divinatorie. Luke crescendo rimase terrorizzato dalla madre che in certi momenti veniva posseduta dallo spirito dell'oracolo farneticando alcuni avvenimenti sul suo futuro. Crescendo Luke abbandonò sua madre ed Ermes che li disprezzava per avergli dato quella vita. Nonostante l'abbandono del figlio, Ermes ha continuato a vegliare su May distrutta dal dolore sapendo del futuro di suo figlio. Dopo che Ade viene riaccolto nell'Olimpo, la maledizione dell'oracolo di Delfi svanisce. Non è risaputo cosa è successo in seguito a May Castellan.

### Lucio Commodo Aurelio
Imperatore romano, divenne una divinità minore grazie all'adorazione dei romani. Dopo la sua uccisione da parte di Apollo e la sua successiva rinascita come divinità, si unì alla società del Triumvirato. Commodo è un uomo megalomane e narcisista, che ha il compito di distruggere l'oracolo di Trofonio a Indianapolis. Compare nel secondo e nel quarto libro della terza serie, dove unisce le sue forze con quelle di Caligola per distruggere il Campo Giove ma viene sfidato insieme a Caligola da Apollo e Frank Zhang che riescono a ucciderli con un'esplosione di fuoco greco. Seppur Commodo riuscirà a sfuggire all'esplosione uscendone malconcio viene finito e ucciso da Apollo che gli infligge il colpo di grazia uccidendolo definitivamente.

### Nerone
È un perfido imperatore romano, discendente di Apollo, riuscito a sopravvivere fino alla storia contemporanea; fa la sua comparsa come capo della Società dei Triumviri nel primo libro della terza serie. Seppur sia crudele e senza scrupoli ama profondamente i suoi figli adottivi soprattutto Meg che ha adottato come gli altri ragazzi semidei che ha adottato insieme a Meg per farne i propri eredi. Nerone prese con sè Meg dopo averle ucciso il padre poiché l'uomo non voleva lasciarla con Nerone a causa della sua natura malvagia. Nerone infatti fece credere a Meg che dentro di lui esistesse un'altra personalità cattiva e malevola che lei chiamava La Bestia e che invece la sua personalità gentile e premurosa era il suo vero io e che se lei avesse sempre obbedito la sua personalità cattiva non le avrebbe mai fatto del male. Meg crebbe con questa paura temendo di far scatenare la personalità maligna di Nerone e cercò di essere degna dell'amore del padre adottivo eseguendo ogni suo ordine. Nerone invia la figlia adottiva a cercare il Bosco di Dodona per ottenere il controllo dell'oracolo per poi recarsi sul luogo dopo che Meg l'ha trovato con Apollo. Nerone rivela ad Apollo la sua parentela con Meg e ritenendo il bosco impossibile da usare decide di distruggerlo dandovi fuoco nonostante le suppliche della figlia di non farlo anche se poi il bosco viene salvato in tempo da Apollo. A seguito del fallimento Nerone manda Meg a cercare Apollo per fermare la sua ricerca degli oracoli ma Meg cambia idea e si schiera con Apollo aiutandolo a liberare gli altri oracoli. Dopo la morte di Caligola e Commodo decide di attirare Apollo e Meg nella sua torre a New York dove li cattura per poi imprigionare Apollo in una segreta e allo stesso tempo fa portare Meg nella sua vecchia stanza per convincere la figlia a tornare dalla sua parte ed essere ancora una famiglia. Dopo che Apollo riesce a fuggire e i semidei invadono la torre e le sue truppe vengono sbaragliate e i suoi figli adottivi si uniscono ai semidei del campo mezzosangue Meg essendo ancora legata emotivamente al padre adottivo cerca di convincerlo a fermarsi ed essere migliore ma Nerone non volendo arrendersi decide di combattere fino all'ultimo. Nerone viene infine ucciso da Apollo che con i suoi poteri revoca l'immortalità del malvagio imperatore romano uccidendolo con una gigantesca esplosione sotto lo sguardo addolorato di Meg che dà un ultimo addio al padre adottivo.

### Caligola
Come per gli altri due imperatori, anche Caligola è riuscito a diventare una divinità grazie all'adorazione dei romani. Dopo la sua uccisione rinacque come divinità minore e creò la Società del Triumvirato insieme a Commodo e a Nerone, di cui Caligola è zio. Tiene prigioniero uno degli oracoli e ha un progetto ambizioso: vuole diventare il nuovo dio del sole usando l'essenza di Apollo e del titano Helios. Viene affrontato da Jason Grace che rimane ucciso da Caligola dopo un aspro combattimento però il suo sacrificio manda in fumo il suo piano poiché Apollo riesce a sfuggirgli e far tornare a riposare in pace Helios. Dopo il fallimento del suo piano decide di invadere insieme a Commodo il Campo Giove e impadronirsi così di Nuova Roma ma vengono sfidati da Frank Zhang e Apollo che riescono a sconfiggerli e ucciderli definitivamente facendo esplodere Caligola e Commodo in una gigantesca esplosione di fuoco greco incenerendo il malvagio imperatore.  Compare nel terzo e nel quarto libro della terza serie.